# Szczawin Mały
Szczawin Mały – część wsi Szczawin w Polsce, położona w województwie łódzkim, w powiecie zgierskim, w gminie Zgierz. Wchodzi w skład sołectwa Szczawin.
W latach 1975–1998 Szczawin Mały należał administracyjnie do ówczesnego województwa łódzkiego.